# TCR Denmark Touring Car Series 2020
La stagione 2020 delle TCR Denmark Touring Car Series è la prima edizione del campionato cadetto della coppa del mondo turismo. La competizione, il cui calendario è stato più volte rivisto e posticipato a causa della pandemia di COVID-19 del 2019-2021, è iniziata il 21 giugno al Jyllandsringen ed è terminata il 25 ottobre sullo stesso circuito. Kasper Jensen, su Honda Civic Type R TCR, si è aggiudicato il titolo piloti, mentre la LM Racing si è aggiudicata il titolo scuderie. René Povlsen, su Volkswagen Golf GTI TCR, si è aggiudicato il titolo piloti Trophy, mentre Nicolai Sylvest, anch'egli su Volskwagen Golf GTI TCR, si è aggiudicato il titolo piloti Under-23.

## Scuderie e piloti
| Scuderia              | Vettura                  | #  | Pilota            | Gare   |
| --------------------- | ------------------------ | -- | ----------------- | ------ |
| Carlsen Motorsport    | Peugeot 308 TCR          | 4  | Michael Carlsen   | 1-5    |
| Insight Racing        | Peugeot 308 TCR          | 5  | Johnny Vejlebo    | 1-5    |
| Insight Racing        | Alfa Romeo Giulietta TCR | 9  | Jacob Mathiassen  | 1-5    |
| Insight Racing        | Alfa Romeo Giulietta TCR | 10 | Kristian Sætheren | 1, 5   |
| Massive Motorsport    | Honda Civic Type R TCR   | 6  | Kasper Jensen     | 1-5    |
| Massive Motorsport    | Honda Civic Type R TCR   | 88 | Kenn Bach         | 1-5    |
| Madbull Racing        | CUPRA TCR                | 7  | Kim Lund          | 1-5    |
| Meteor Racing         | Volkswagen Golf GTI TCR  | 8  | Allan Kristensen  | 1-2, 5 |
| Meteor Racing         | Volkswagen Golf GTI TCR  | 41 | René Povlsen      | 1-5    |
| LM Racing             | Volkswagen Golf GTI TCR  | 11 | Nicolai Sylvest   | 1-5    |
| LM Racing             | Volkswagen Golf GTI TCR  | 23 | Jan Magnussen     | 1-5    |
| Team Sally Racing     | CUPRA TCR                | 12 | Peter Obel        | 5      |
| TPR Motorsport        | Honda Civic Type R TCR   | 16 | Casper Elgaard    | 1-5    |
| Markussen Racing      | Peugeot 308 TCR          | 18 | Michael Markussen | 1-5    |
| Peugeot Sport Denmark | Peugeot 308 TCR          | 32 | Michelle Gatting  | 1      |
| Andersen Motorsport   | Hyundai i30 N TCR        | 19 | Martin Andersen   | 1-5    |
| Lindhard Motorsport   | Volkswagen Golf GTI TCR  | 67 | Jonas Lindhard    | 1-5    |

## Calendario
| Gara | Gara | Circuito       | Data         | Supporto                                                                  |
| ---- | ---- | -------------- | ------------ | ------------------------------------------------------------------------- |
| 1    | G1   | Jyllandsringen | 21 giugno    | Formula 4 danese Yokohama Supercup Yokohama 1600 Challenge Legend Car Cup |
| 1    | G2   | Jyllandsringen | 21 giugno    | Formula 4 danese Yokohama Supercup Yokohama 1600 Challenge Legend Car Cup |
| 1    | G3   | Jyllandsringen | 21 giugno    | Formula 4 danese Yokohama Supercup Yokohama 1600 Challenge Legend Car Cup |
| 2    | G4   | Jyllandsringen | 6 settembre  |                                                                           |
| 2    | G5   | Jyllandsringen | 6 settembre  |                                                                           |
| 2    | G6   | Jyllandsringen | 6 settembre  |                                                                           |
| 2    | G7   | Jyllandsringen | 6 settembre  |                                                                           |
| 2    | G8   | Jyllandsringen | 6 settembre  |                                                                           |
| 2    | G9   | Jyllandsringen | 6 settembre  |                                                                           |
| 3    | G10  | Ring Djursland | 27 settembre | Formula 4 danese                                                          |
| 3    | G11  | Ring Djursland | 27 settembre | Formula 4 danese                                                          |
| 3    | G12  | Ring Djursland | 27 settembre | Formula 4 danese                                                          |
| 4    | G13  | Padborg Park   | 11 ottobre   | Formula 4 danese                                                          |
| 4    | G14  | Padborg Park   | 11 ottobre   | Formula 4 danese                                                          |
| 4    | G15  | Padborg Park   | 11 ottobre   | Formula 4 danese                                                          |
| 5    | G16  | Jyllandsringen | 25 ottobre   | Formula 4 danese                                                          |
| 5    | G17  | Jyllandsringen | 25 ottobre   | Formula 4 danese                                                          |
| 5    | G18  | Jyllandsringen | 25 ottobre   | Formula 4 danese                                                          |

## Risultati e classifiche

### Gare
| Gara | Circuito       | Pole position  | Giro veloce      | Pilota vincitore | Scuderia vincitrice | Vincitore DSG | Vincitore U23   |
| ---- | -------------- | -------------- | ---------------- | ---------------- | ------------------- | ------------- | --------------- |
| 1    | Jyllandsringen | Kasper Jensen  | Kasper Jensen    | Kasper Jensen    | Massive Motorsport  | René Povlsen  | Nicolai Sylvest |
| 2    | Jyllandsringen |                | Nicolai Sylvest  | Nicolai Sylvest  | LM Racing           | René Povlsen  | Nicolai Sylvest |
| 3    | Jyllandsringen |                | Nicolai Sylvest  | Kasper Jensen    | Massive Motorsport  | René Povlsen  | Nicolai Sylvest |
| 4    | Jyllandsringen | Casper Elgaard | Martin Andersen  | Casper Elgaard   | TPR Motorsport      | René Povlsen  | Michael Carlsen |
| 5    | Jyllandsringen |                | Martin Andersen  | Martin Andersen  | Andersen Motorsport | René Povlsen  | Nicolai Sylvest |
| 6    | Jyllandsringen |                | Kasper Jensen    | Casper Elgaard   | TPR Motorsport      | René Povlsen  | Kenn Bach       |
| 7    | Jyllandsringen |                | Jacob Mathiassen | Jacob Mathiassen | Insight Racing      | René Povlsen  | Nicolai Sylvest |
| 8    | Jyllandsringen |                | Casper Elgaard   | Casper Elgaard   | TPR Motorsport      | René Povlsen  | Johnny Vejlebo  |
| 9    | Padborg Park   |                |                  |                  |                     |               |                 |
| 10   | Padborg Park   |                |                  |                  |                     |               |                 |
| 11   | Padborg Park   |                |                  |                  |                     |               |                 |
| 12   | Jyllandsringen |                |                  |                  |                     |               |                 |
| 13   | Jyllandsringen |                |                  |                  |                     |               |                 |
| 14   | Jyllandsringen |                |                  |                  |                     |               |                 |